# جورج تیلمن
جورج تیلمن جونیور (انگلیسی: George Tillman, Jr.؛ زادهٔ ۲۶ ژانویهٔ ۱۹۶۹) یک کارگردان، فیلم‌نامه‌نویس، و تهیه‌کننده اهل ایالات متحده آمریکا است.
از کارهای او تهیه‌کنندگی فیلم مردان افتخار (۲۰۰۰ میلادی) و کارگردانی سریع‌تر (۲۰۱۰ میلادی) و نیز طولانی‌ترین سواری (۲۰۱۵ میلادی) می‌باشد.